# 紀宝町町民バス
紀宝町町民バス（きほうちょうちょうみんバス）は、三重県南牟婁郡紀宝町のコミュニティバスである。

## 概要
運行は三重交通南紀営業所（2014年9月1日までは、三交南紀交通だった。）に委託している。運賃は100円均一。毎日運行。

## 現行路線
2010年6月現在

### 相野谷線
- 上桐原 - 井内 - 大里 - 永田口 - 高岡 - 鮒田 - 深谷 - 新宮駅前

### 浅里 鵜殿線
- 浅里神社前 - 鮒田 - 高岡 - 深谷 - 飯盛 - 紀宝町保健センター - 上野 - 紀宝町役場 - 上野口 - 井田舞子 - 紀南病院

### 紀南病院線
- 井田舞子→上野口→紀宝町役場→飯盛→紀宝町保健センター→永田口→相野谷診療所前→平尾井東→井内→紀南病院→井田舞子
- 紀南病院→井内→平尾井東→相野谷診療所前→永田口→紀宝町保健センター→飯盛→紀宝町役場→上野口→井田舞子→紀南病院

## 年表
- 1974年（昭和49年）5月1日 - 「紀宝町営バス」川丈線　浅里 - 成川間を運行開始。
- 2001年（平成13年）4月2日 - 「紀宝町民バス」運行開始。井田舞子 - 井内 - 紀南病院間を運行。運賃は対キロ制。
- 2002年（平成14年）4月1日 -  町営バスおよび自主運行バス相野谷線を、町民バスへ統合。紀南病院線、相野谷線、浅里神内線の3路線となる。運賃は100円均一となる。
- 2003年（平成15年）4月1日 - 紀南病院線の経路を一部変更。
- 2006年（平成18年）4月1日 - 鵜殿村との合併に伴い、浅里鵜殿線、紀南病院線を鵜殿地区へ乗り入れ開始。浅里神内線の路線名を浅里鵜殿線に変更。
- 2006年（平成18年）9月1日 - 井田地区の経路を変更。
- 2010年（平成22年）6月1日 - 紀南病院線の経路を一部変更。平尾井地区に乗り入れ。
- 2014年（平成26年）9月1日 - 三交南紀交通の三重交通への吸収合併に伴い、運行委託先を三重交通に変更。
- 2021年（令和3年）4月1日 - ダイヤ改正を実施